# Miguel Simão
Miguel Simão (Porto, 26 februari 1973) is een voormalig Portugees voetballer.

## Clubcarrière
Miguel Simão speelde tussen voor verschillende clubs, in Portugal, Japan, Schotland, Duitsland en Luxemburg. Hij was Portugees jeugdinternational.